# Драгиша Кашиковић
Драгиша Кашиковић (Хаџићи, 9. август 1932 — Чикаго, 19. јун 1977) био је један од вођа српске политичке емиграције у Сједињеним Америчким Државама. Кашиковићи потичу из Требиња, из Херцеговине. Био је новинар и публициста.

## Биографија
Рођен је 9. августа 1932. године у Хаџићима поред Сарајева, у имућној српској породици поријеклом из Требиња, Источна Херцеговина. Отац му се звао Бранко, а мајка Невенка, рођена Ракић. Драгишин деда је био Никола Кашиковић, уредник Босанске виле, једног од најпознатијих српских листова тога доба, који је излазио од 1885. до 1914. године и у коме су сарађивала и најзначајнија пера српске писмености и културе, као што су Јован Дучић, Алекса Шантић и Јован Скерлић.
Драгиша после средње школе уписује студије права, али због својих антикомунистичких и антирежимских уверења, бива избачен са факултета. У Љубљани накнадно успева да настави са студирањем права. У међувремену пише књиге за децу и објављује своја два прва наслова „Приче из зоолошког врта” и „Насрадин хоџа”.
Окружни суд у Дубровнику осудио је Драгишу, као студента Правног факултета 1952. године на осам месеци строгог затвора због покушаја илегалног напуштања Југославије.
Кашиковић успева да пређе границу Југославије 1955. године и домогне се Аустрије, где остаје две године. После тешке борбе за опстанак, са седам долара у џепу, стиже у САД. Тамо се, како су записали хроничари из дијаспоре „бори против комунизма у отаџбини и снажи српски дух у изгнанству вером прадедовском и бригом људском”.
По доласку у Чикаго постаје уредник емигрантског листа „Слобода”, гласила Српске народне одбране, који је био тада пред гашењем, али јој Кашиковић, веома брзо враћа углед, стварајући садржајно богату и актуелну новину. Године 1963. Кашиковић покреће књижевни лист „Данас” и сатирични лист „Чичак” и успешно води радио програм Српске народне одбране. За нашу цркву у Америци преводи на српски језик на хиљаде страница текста са енглеског, а и све значајније институције српске емиграције су се ослањале на Драгишино образовање, патриотизам, ентузијазам и организаторске способности. Драгиша Кашиковић је у САД завршио факултет и перфектно овладао енглеским, немачким и француским језиком.
Кашиковић је имао 45 година када је у ноћи између 18. и 19. јуна 1977. године, заједно са деветогодишњом поћерком Иванком Милошевић, убијен за писаћом машином у Чикагу, у редакцији листа „Слобода”. Драгиша је избоден оштрим предметом тачно шездесетчетири пута а поћерка Иванка са педесетчетири убода.

## Награда Драгиша Кашиковић
У Србији је 1994. године установљена награда Драгиша Кашиковић која се додјељује за доприносе у новинарству, публицистици, сатири и драмској уметности.